# Dentachionaspis centripetalis
Dentachionaspis centripetalis är en insektsart som beskrevs av Rao 1953. Dentachionaspis centripetalis ingår i släktet Dentachionaspis och familjen pansarsköldlöss. Inga underarter finns listade i Catalogue of Life.